# オクラホマ州選出のアメリカ合衆国上院議員
オクラホマ州は、1907年 11月16日に連邦に加わった。

## 上院議員一覧
| 第2部 第2部の上院議員は西暦年を6で除算したときの剰余が3と等しい年が任期末である。最近では1996年, 2002年, 2008年, 2014年,2020年に改選されている。次の選挙は2026年を予定している。 | 第2部 第2部の上院議員は西暦年を6で除算したときの剰余が3と等しい年が任期末である。最近では1996年, 2002年, 2008年, 2014年,2020年に改選されている。次の選挙は2026年を予定している。 | 第2部 第2部の上院議員は西暦年を6で除算したときの剰余が3と等しい年が任期末である。最近では1996年, 2002年, 2008年, 2014年,2020年に改選されている。次の選挙は2026年を予定している。 | 第2部 第2部の上院議員は西暦年を6で除算したときの剰余が3と等しい年が任期末である。最近では1996年, 2002年, 2008年, 2014年,2020年に改選されている。次の選挙は2026年を予定している。 | 第2部 第2部の上院議員は西暦年を6で除算したときの剰余が3と等しい年が任期末である。最近では1996年, 2002年, 2008年, 2014年,2020年に改選されている。次の選挙は2026年を予定している。 | 第2部 第2部の上院議員は西暦年を6で除算したときの剰余が3と等しい年が任期末である。最近では1996年, 2002年, 2008年, 2014年,2020年に改選されている。次の選挙は2026年を予定している。 | 議会  | 第3部 第3部の上院議員は西暦年を6で除算したときの剰余が5と等しい年が任期末である。最近では1998年, 2004年, 2010年, 2016年に改選されている。次の選挙は2022年を予定している。 | 第3部 第3部の上院議員は西暦年を6で除算したときの剰余が5と等しい年が任期末である。最近では1998年, 2004年, 2010年, 2016年に改選されている。次の選挙は2022年を予定している。 | 第3部 第3部の上院議員は西暦年を6で除算したときの剰余が5と等しい年が任期末である。最近では1998年, 2004年, 2010年, 2016年に改選されている。次の選挙は2022年を予定している。 | 第3部 第3部の上院議員は西暦年を6で除算したときの剰余が5と等しい年が任期末である。最近では1998年, 2004年, 2010年, 2016年に改選されている。次の選挙は2022年を予定している。 | 第3部 第3部の上院議員は西暦年を6で除算したときの剰余が5と等しい年が任期末である。最近では1998年, 2004年, 2010年, 2016年に改選されている。次の選挙は2022年を予定している。 | 第3部 第3部の上院議員は西暦年を6で除算したときの剰余が5と等しい年が任期末である。最近では1998年, 2004年, 2010年, 2016年に改選されている。次の選挙は2022年を予定している。 |
| # | 氏名 | 所属政党 | 在職期間 | 選挙歴 | 任期 | 議会  | 任期 | 選挙歴 | 在職期間 | 所属政党 | 氏名 | # |
| 空席 | 空席 | 空席 | 1907年11月16日 – 1907年12月11日 | オクラホマ州は連邦加入の一ヶ月後まで上院議員を選出せず | 1 | 60    | 1 | オクラホマ州は連邦加入の一ヶ月後まで上院議員を選出せず | 1907年11月16日 – 1907年12月11日 | 空席 | 空席 | 空席 |
| 1 | ロバート・L・オーウェン | 民主党 | 1907年12月11日 – 1925年3月4日 | 1907年12月10日選出 | 1 | 60    | 1 | 1907年12月10日選出 | 1907年12月11日 – 1921年3月4日 | 民主党 | トマス・ゴア | 1 |
| 1 | ロバート・L・オーウェン | 民主党 | 1907年12月11日 – 1925年3月4日 | 1907年12月10日選出 | 1 | 61    | 2 | 1909年1月19日再選 | 1907年12月11日 – 1921年3月4日 | 民主党 | トマス・ゴア | 1 |
| 1 | ロバート・L・オーウェン | 民主党 | 1907年12月11日 – 1925年3月4日 | 1907年12月10日選出 | 1 | 62    | 2 | 1909年1月19日再選 | 1907年12月11日 – 1921年3月4日 | 民主党 | トマス・ゴア | 1 |
| 1 | ロバート・L・オーウェン | 民主党 | 1907年12月11日 – 1925年3月4日 | 1913年1月21日再選 | 2 | 63    | 2 | 1909年1月19日再選 | 1907年12月11日 – 1921年3月4日 | 民主党 | トマス・ゴア | 1 |
| 1 | ロバート・L・オーウェン | 民主党 | 1907年12月11日 – 1925年3月4日 | 1913年1月21日再選 | 2 | 64    | 3 | 1914年再選 再指名に失敗 | 1907年12月11日 – 1921年3月4日 | 民主党 | トマス・ゴア | 1 |
| 1 | ロバート・L・オーウェン | 民主党 | 1907年12月11日 – 1925年3月4日 | 1913年1月21日再選 | 2 | 65    | 3 | 1914年再選 再指名に失敗 | 1907年12月11日 – 1921年3月4日 | 民主党 | トマス・ゴア | 1 |
| 1 | ロバート・L・オーウェン | 民主党 | 1907年12月11日 – 1925年3月4日 | 1918年再選 引退 | 3 | 66    | 3 | 1914年再選 再指名に失敗 | 1907年12月11日 – 1921年3月4日 | 民主党 | トマス・ゴア | 1 |
| 1 | ロバート・L・オーウェン | 民主党 | 1907年12月11日 – 1925年3月4日 | 1918年再選 引退 | 3 | 67    | 4 | 1920年選出 再選に失敗 | 1921年3月4日 – 1927年3月4日 | 共和党 | ジョン・W・ハレルド | 2 |
| 1 | ロバート・L・オーウェン | 民主党 | 1907年12月11日 – 1925年3月4日 | 1918年再選 引退 | 3 | 68    | 4 | 1920年選出 再選に失敗 | 1921年3月4日 – 1927年3月4日 | 共和党 | ジョン・W・ハレルド | 2 |
| 2 | ウィリアム・B・パイン | 共和党 | 1925年3月4日 – 1931年3月4日 | 1924年選出 再選に失敗 | 4 | 69    | 4 | 1920年選出 再選に失敗 | 1921年3月4日 – 1927年3月4日 | 共和党 | ジョン・W・ハレルド | 2 |
| 2 | ウィリアム・B・パイン | 共和党 | 1925年3月4日 – 1931年3月4日 | 1924年選出 再選に失敗 | 4 | 70    | 5 | 1926年選出 | 1927年3月4日 – 1951年1月3日 | 民主党 | エルマー・トマス | 3 |
| 2 | ウィリアム・B・パイン | 共和党 | 1925年3月4日 – 1931年3月4日 | 1924年選出 再選に失敗 | 4 | 71    | 5 | 1926年選出 | 1927年3月4日 – 1951年1月3日 | 民主党 | エルマー・トマス | 3 |
| 3 | トマス・ゴア | 民主党 | 1931年3月4日 – 1937年1月3日 | 1930年選出 再指名に失敗 | 5 | 72    | 5 | 1926年選出 | 1927年3月4日 – 1951年1月3日 | 民主党 | エルマー・トマス | 3 |
| 3 | トマス・ゴア | 民主党 | 1931年3月4日 – 1937年1月3日 | 1930年選出 再指名に失敗 | 5 | 73    | 6 | 1932年再選 | 1927年3月4日 – 1951年1月3日 | 民主党 | エルマー・トマス | 3 |
| 3 | トマス・ゴア | 民主党 | 1931年3月4日 – 1937年1月3日 | 1930年選出 再指名に失敗 | 5 | 74    | 6 | 1932年再選 | 1927年3月4日 – 1951年1月3日 | 民主党 | エルマー・トマス | 3 |
| 4 | ジョシュア・B・リー | 民主党 | 1937年1月3日 – 1943年1月3日 | 1936年選出 再選に失敗 | 6 | 75    | 6 | 1932年再選 | 1927年3月4日 – 1951年1月3日 | 民主党 | エルマー・トマス | 3 |
| 4 | ジョシュア・B・リー | 民主党 | 1937年1月3日 – 1943年1月3日 | 1936年選出 再選に失敗 | 6 | 76    | 7 | 1938年再選 | 1927年3月4日 – 1951年1月3日 | 民主党 | エルマー・トマス | 3 |
| 4 | ジョシュア・B・リー | 民主党 | 1937年1月3日 – 1943年1月3日 | 1936年選出 再選に失敗 | 6 | 77    | 7 | 1938年再選 | 1927年3月4日 – 1951年1月3日 | 民主党 | エルマー・トマス | 3 |
| 5 | エドワード・H・ムーア | 共和党 | 1943年1月3日 – 1949年1月3日 | 1942年選出 引退 | 7 | 78    | 7 | 1938年再選 | 1927年3月4日 – 1951年1月3日 | 民主党 | エルマー・トマス | 3 |
| 5 | エドワード・H・ムーア | 共和党 | 1943年1月3日 – 1949年1月3日 | 1942年選出 引退 | 7 | 79    | 8 | 1944年再選 再指名に失敗 | 1927年3月4日 – 1951年1月3日 | 民主党 | エルマー・トマス | 3 |
| 5 | エドワード・H・ムーア | 共和党 | 1943年1月3日 – 1949年1月3日 | 1942年選出 引退 | 7 | 80    | 8 | 1944年再選 再指名に失敗 | 1927年3月4日 – 1951年1月3日 | 民主党 | エルマー・トマス | 3 |
| 6 | ロバート・S・カー | 民主党 | 1949年1月3日 – 1963年1月1日 | 1948年選出 | 8 | 81    | 8 | 1944年再選 再指名に失敗 | 1927年3月4日 – 1951年1月3日 | 民主党 | エルマー・トマス | 3 |
| 6 | ロバート・S・カー | 民主党 | 1949年1月3日 – 1963年1月1日 | 1948年選出 | 8 | 82    | 9 | 1950年選出 | 1951年1月3日 – 1969年1月3日 | 民主党 | A・S・マイク・モンロニー | 4 |
| 6 | ロバート・S・カー | 民主党 | 1949年1月3日 – 1963年1月1日 | 1948年選出 | 8 | 83    | 9 | 1950年選出 | 1951年1月3日 – 1969年1月3日 | 民主党 | A・S・マイク・モンロニー | 4 |
| 6 | ロバート・S・カー | 民主党 | 1949年1月3日 – 1963年1月1日 | 1954年再選 | 9 | 84    | 9 | 1950年選出 | 1951年1月3日 – 1969年1月3日 | 民主党 | A・S・マイク・モンロニー | 4 |
| 6 | ロバート・S・カー | 民主党 | 1949年1月3日 – 1963年1月1日 | 1954年再選 | 9 | 85    | 10 | 1956年再選 | 1951年1月3日 – 1969年1月3日 | 民主党 | A・S・マイク・モンロニー | 4 |
| 6 | ロバート・S・カー | 民主党 | 1949年1月3日 – 1963年1月1日 | 1954年再選 | 9 | 86    | 10 | 1956年再選 | 1951年1月3日 – 1969年1月3日 | 民主党 | A・S・マイク・モンロニー | 4 |
| 6 | ロバート・S・カー | 民主党 | 1949年1月3日 – 1963年1月1日 | 1960年再選 死去 | 10 | 87    | 10 | 1956年再選 | 1951年1月3日 – 1969年1月3日 | 民主党 | A・S・マイク・モンロニー | 4 |
| 空席 | 空席 | 空席 | 1963年1月1日 – 1963年1月7日 | | 10 | 87    | 10 | 1956年再選 | 1951年1月3日 – 1969年1月3日 | 民主党 | A・S・マイク・モンロニー | 4 |
| 空席 | 空席 | 空席 | 1963年1月1日 – 1963年1月7日 | 88 | 10 | 11    | 1962年再選 再選に失敗 | | 1951年1月3日 – 1969年1月3日 | 民主党 | A・S・マイク・モンロニー | 4 |
| 7 | J・ハワード・エドマンドソン | 民主党 | 1963年1月7日 – 1964年11月3日 | 88 | 10 | 11    | 1962年再選 再選に失敗 | カー死去による補欠選挙で任命 補欠選挙での再指名に失敗 | 1951年1月3日 – 1969年1月3日 | 民主党 | A・S・マイク・モンロニー | 4 |
| 8 | フレッド・R・ハリス | 民主党 | 1964年11月3日 – 1973年1月3日 | 88 | 10 | 11    | 1962年再選 再選に失敗 | カー死去による補欠選挙で選出 | 1951年1月3日 – 1969年1月3日 | 民主党 | A・S・マイク・モンロニー | 4 |
| 8 | フレッド・R・ハリス | 民主党 | 1964年11月3日 – 1973年1月3日 | 89 | 10 | 11    | 1962年再選 再選に失敗 | カー死去による補欠選挙で選出 | 1951年1月3日 – 1969年1月3日 | 民主党 | A・S・マイク・モンロニー | 4 |
| 8 | フレッド・R・ハリス | 民主党 | 1964年11月3日 – 1973年1月3日 | 1966年再選 引退 | 11 | 11    | 1962年再選 再選に失敗 | 90 | 1951年1月3日 – 1969年1月3日 | 民主党 | A・S・マイク・モンロニー | 4 |
| 8 | フレッド・R・ハリス | 民主党 | 1964年11月3日 – 1973年1月3日 | 1966年再選 引退 | 11 | 91    | 12 | 1968年選出 | 1969年1月3日 – 1981年1月3日 | 共和党 | ヘンリー・ベルモン | 5 |
| 8 | フレッド・R・ハリス | 民主党 | 1964年11月3日 – 1973年1月3日 | 1966年再選 引退 | 11 | 92    | 12 | 1968年選出 | 1969年1月3日 – 1981年1月3日 | 共和党 | ヘンリー・ベルモン | 5 |
| 9 | デューイ・F・バートレット | 共和党 | 1973年1月3日 – 1979年1月3日 | 1972年選出 引退 | 12 | 93    | 12 | 1968年選出 | 1969年1月3日 – 1981年1月3日 | 共和党 | ヘンリー・ベルモン | 5 |
| 9 | デューイ・F・バートレット | 共和党 | 1973年1月3日 – 1979年1月3日 | 1972年選出 引退 | 12 | 94    | 13 | 1974年再選 引退 | 1969年1月3日 – 1981年1月3日 | 共和党 | ヘンリー・ベルモン | 5 |
| 9 | デューイ・F・バートレット | 共和党 | 1973年1月3日 – 1979年1月3日 | 1972年選出 引退 | 12 | 95    | 13 | 1974年再選 引退 | 1969年1月3日 – 1981年1月3日 | 共和党 | ヘンリー・ベルモン | 5 |
| 10 | デイヴィッド・L・ボーレン | 民主党 | 1979年1月3日 – 1994年11月15日 | 1978年選出 | 13 | 96    | 13 | 1974年再選 引退 | 1969年1月3日 – 1981年1月3日 | 共和党 | ヘンリー・ベルモン | 5 |
| 10 | デイヴィッド・L・ボーレン | 民主党 | 1979年1月3日 – 1994年11月15日 | 1978年選出 | 13 | 97    | 14 | 1980年選出 | 1981年1月3日 – 2005年1月3日 | 共和党 | ドン・ニックルズ | 6 |
| 10 | デイヴィッド・L・ボーレン | 民主党 | 1979年1月3日 – 1994年11月15日 | 1978年選出 | 13 | 98    | 14 | 1980年選出 | 1981年1月3日 – 2005年1月3日 | 共和党 | ドン・ニックルズ | 6 |
| 10 | デイヴィッド・L・ボーレン | 民主党 | 1979年1月3日 – 1994年11月15日 | 1984年再選 | 14 | 99    | 14 | 1980年選出 | 1981年1月3日 – 2005年1月3日 | 共和党 | ドン・ニックルズ | 6 |
| 10 | デイヴィッド・L・ボーレン | 民主党 | 1979年1月3日 – 1994年11月15日 | 1984年再選 | 14 | 100   | 15 | 1986年再選 | 1981年1月3日 – 2005年1月3日 | 共和党 | ドン・ニックルズ | 6 |
| 10 | デイヴィッド・L・ボーレン | 民主党 | 1979年1月3日 – 1994年11月15日 | 1984年再選 | 14 | 101   | 15 | 1986年再選 | 1981年1月3日 – 2005年1月3日 | 共和党 | ドン・ニックルズ | 6 |
| 10 | デイヴィッド・L・ボーレン | 民主党 | 1979年1月3日 – 1994年11月15日 | 1990年再選 オクラホマ大学学長就任のため辞職 | 15 | 102   | 15 | 1986年再選 | 1981年1月3日 – 2005年1月3日 | 共和党 | ドン・ニックルズ | 6 |
| 10 | デイヴィッド・L・ボーレン | 民主党 | 1979年1月3日 – 1994年11月15日 | 1990年再選 オクラホマ大学学長就任のため辞職 | 15 | 103   | 16 | 1992年再選 | 1981年1月3日 – 2005年1月3日 | 共和党 | ドン・ニックルズ | 6 |
| 空席 | 空席 | 空席 | 1994年11月16日 – 1994年11月17日 | | 15 | 103   | 16 | 1992年再選 | 1981年1月3日 – 2005年1月3日 | 共和党 | ドン・ニックルズ | 6 |
| 11 | ジム・インホフ | 共和党 | 1994年11月18日 – 現職 | ボーレン辞職による補欠選挙で選出 | 15 | 103   | 16 | 1992年再選 | 1981年1月3日 – 2005年1月3日 | 共和党 | ドン・ニックルズ | 6 |
| 11 | ジム・インホフ | 共和党 | 1994年11月18日 – 現職 | ボーレン辞職による補欠選挙で選出 | 15 | 104   | 16 | 1992年再選 | 1981年1月3日 – 2005年1月3日 | 共和党 | ドン・ニックルズ | 6 |
| 11 | ジム・インホフ | 共和党 | 1994年11月18日 – 現職 | 1996年再選 | 16 | 105   | 16 | 1992年再選 | 1981年1月3日 – 2005年1月3日 | 共和党 | ドン・ニックルズ | 6 |
| 11 | ジム・インホフ | 共和党 | 1994年11月18日 – 現職 | 1996年再選 | 16 | 106   | 17 | 1998年再選 引退 | 1981年1月3日 – 2005年1月3日 | 共和党 | ドン・ニックルズ | 6 |
| 11 | ジム・インホフ | 共和党 | 1994年11月18日 – 現職 | 1996年再選 | 16 | 107   | 17 | 1998年再選 引退 | 1981年1月3日 – 2005年1月3日 | 共和党 | ドン・ニックルズ | 6 |
| 11 | ジム・インホフ | 共和党 | 1994年11月18日 – 現職 | 2002年再選 | 17 | 108   | 17 | 1998年再選 引退 | 1981年1月3日 – 2005年1月3日 | 共和党 | ドン・ニックルズ | 6 |
| 11 | ジム・インホフ | 共和党 | 1994年11月18日 – 現職 | 2002年再選 | 17 | 109   | 18 | 2004年選出 | 2005年1月3日 – 2015年1月3日 | 共和党 | トム・コバーン | 7 |
| 11 | ジム・インホフ | 共和党 | 1994年11月18日 – 現職 | 2002年再選 | 17 | 110   | 18 | 2004年選出 | 2005年1月3日 – 2015年1月3日 | 共和党 | トム・コバーン | 7 |
| 11 | ジム・インホフ | 共和党 | 1994年11月18日 – 現職 | 2008年再選 | 18 | 111   | 18 | 2004年選出 | 2005年1月3日 – 2015年1月3日 | 共和党 | トム・コバーン | 7 |
| 11 | ジム・インホフ | 共和党 | 1994年11月18日 – 現職 | 2008年再選 | 18 | 112   | 19 | 2010年再選 辞職 | 2005年1月3日 – 2015年1月3日 | 共和党 | トム・コバーン | 7 |
| 11 | ジム・インホフ | 共和党 | 1994年11月18日 – 現職 | 2008年再選 | 18 | 113   | 19 | 2010年再選 辞職 | 2005年1月3日 – 2015年1月3日 | 共和党 | トム・コバーン | 7 |
| 11 | ジム・インホフ | 共和党 | 1994年11月18日 – 現職 | 2014年再選 | 19 | 114   | 19 | コバーン辞職による補欠選挙で選出 | 2015年1月3日 – 現職 | 共和党 | ジェームズ・ランクフォード | 8 |
| 11 | ジム・インホフ | 共和党 | 1994年11月18日 – 現職 | 2014年再選 | 19 | 115   | 20 | 2016年再選 | 2015年1月3日 – 現職 | 共和党 | ジェームズ・ランクフォード | 8 |
| 11 | ジム・インホフ | 共和党 | 1994年11月18日 – 現職 | 2014年再選 | 19 | 116   | 20 | 2016年再選 | 2015年1月3日 – 現職 | 共和党 | ジェームズ・ランクフォード | 8 |
| 11 | ジム・インホフ | 共和党 | 1994年11月18日 – 現職 | 2020年再選 | 20 | 117   | 20 | 2016年再選 | 2015年1月3日 – 現職 | 共和党 | ジェームズ・ランクフォード | 8 |
| 11 | ジム・インホフ | 共和党 | 1994年11月18日 – 現職 | 2020年再選 | 20 | 118   | 21 | 2022年改選予定 | 2022年改選予定 | 2022年改選予定 | 2022年改選予定 | 2022年改選予定 |
| 11 | ジム・インホフ | 共和党 | 1994年11月18日 – 現職 | 2020年再選 | 20 | 119   | 21 | 2022年改選予定 | 2022年改選予定 | 2022年改選予定 | 2022年改選予定 | 2022年改選予定 |
| 2026年改選予定 | 2026年改選予定 | 2026年改選予定 | 2026年改選予定 | 2026年改選予定 | 21 | 120   | 21 | 2022年改選予定 | 2022年改選予定 | 2022年改選予定 | 2022年改選予定 | 2022年改選予定 |
| # | 氏名 | 所属政党 | 在職期間 | 選挙歴 | 任 期 |       | 任 期 | 選挙歴 | 在職期間 | 所属政党 | 氏名 | # |
| 第2部 | 第2部 | 第2部 | 第2部 | 第2部 | 第2部 | 第3部 | 第3部 | 第3部 | 第3部 | 第3部 | 第3部 | |